# Корсунь (станція)
Кóрсунь — проміжна залізнична станція 3-го класу Шевченківської дирекції Одеської залізниці на 140-му кілометрі електрифікованої лінії Фастів I — Імені Тараса Шевченка між станціями Сотники (11 км) та Городище (23 км). Розташована за 3 км від міста Корсунь-Шевченківський Черкаського району Черкаської області. Відстань до Києва через Фастів I — 196 км, через Київ-Деміївський — 147 км.

## Історія
Станція відкрита у 1876 році, одночасно з відкриттям руху поїздів залізничною лінією Фастів I — Миронівка — Імені Тараса Шевченка.
Перша будівля вокзалу була зведена на початку ХХ століття в утилітарному цегляному стилі, який дозволяв будь-який політ фантазії, втиснутий в рамки декоративної кладки (наразі — це склад Селищанського цукрового заводу). У 1955 році побудована сучасна будівля вокзалу.
У 1964 році станція електрифікована змінним струмом (~25 кВ) в складі дільниці Миронівка — Імені Тараса Шевченка.

## Пасажирське сполучення
На станції Корсунь зупиняються приміські електропоїзди сполученням Імені Тараса Шевченка — Цвіткове — Миронівка та деякі поїзди далекого сполучення.